# Robert Ciranko
Robert Louis Ciranko (* 1947) je úřadující, 7. prezident společnosti Strážná věž.

## Život
Narodil se v rodině věřících svědků Jehovových. Pokřtěn byl v 11 letech. Od roku 1975 pracoval v celosvětovém ústředí svědků, kde se setkal i se svou budoucí manželkou, s níž se oženil roku 1978. 
Prezidentem Biblické a traktátní společnosti Strážná věž se stal roku 2018.

## Dílo a duchovní aktivita
Je zakladatelem kanálu JW Broadcasting.